# Ensure
Ensure es el nombre comercial de unos suplementos alimenticios fabricados por Abbott Laboratories.
En 1903, Harry C. Moore y Stanley M. Ross crearon la compañía "Moores & Ross Milk Company" que era especializada en embotellar leche para luego ser entregada en las casas durante los primeros años. En 1964, la compañía fue absorbida por Abbott Laboratories. En 1973, una bebida llamada Ensure fue comercializada por Ross Laboratories en 1973.
En la década de los 1990s, Ensure y otras marcas de bebida nutritivas como Sustacal, Boost y Resource competían para aumentar la cuota de mercado entre adultos sanos. En 1996 Ensure tuvo ventas de más de $300 millones de dólares y significaban el 80% de ventas de suplementos de proteína; Abbott gastó $45.4 millones de dólares para anunciar Ensure durante los primeros nueve meses de 1996, 70% más que él gastado durante el mismo periodo de 1995. En 1995 el Center for Science in the Public Interest dijo que los anuncios de Ensure eran "los anuncios más engañosos sobre alimentos" de aquel año. En 1997 Abbott asumió los cargos de la Comisión de Comercio Federal sobre la publicidad mencionando que Ensure tenía una cantidad de vitaminas semejante a la de los suplementos multivitamínicos, así como ser recomendado por doctores más de cualquier otro suplemento nutritivo, y ser recomendado por doctores como manera de ser sano y activo para personas quiénes ya eran sanos.
Ensure ha sido utilizado en la alimentación forzosa de prisioneros en Guantánamo.
En 2013, Abbott se separó de su división farmacéutica, Abbvi, la línea de productos Ensure siguió con Abbott junto con otros suplementos.